# Genoa Cricket and Football Club 1903-1904
Questa voce raccoglie le informazioni riguardanti il Genoa Cricket and Football Club nelle competizioni ufficiali della stagione 1903-1904.

## Stagione
Edoardo Pasteur sostituì George Fawcus alla presidenza del club mentre Karl Senft divenne il capitano/allenatore del sodalizio genoano, coadiuvato dalla commissione tecnica formata da Étienne Bugnion e Enrico Pasteur.
Si ritirano Henri Dapples, Montaldi, Fausto Ghigliotti e Howard Passadoro, che vengono sostituiti da Silvio Pellerani, cresciuto nel settore giovanile rossoblu, e da Alfred Cartier, ritornato dal prestito nel Milan.
Il Genoa affrontò nella finale scudetto di Genova la Juventus, che batté per uno a zero.

## Divise
La maglia per le partite casalinghe presentava i colori attuali (anche se la dicitura ufficiale era rosso granato e blu) ma a differenza di oggi il blu era posizionato a destra e la maglia era una camicia.
La seconda maglia era la classica maglia bianca con le due strisce orizzontali rosso-blu sormontate dallo stemma cittadino.

## Organigramma societario
Area direttiva
- Presidente: Edoardo Pasteur

Area tecnica
- Capitano/Allenatore: Karl Senft
- Commissione tecnica: Étienne Bugnion e Enrico Pasteur

## Rosa
| N. |                        | Ruolo | Calciatore             |
| -- | ---------------------- | ----- | ---------------------- |
|    | Inghilterra (bandiera) | P     | James Spensley         |
|    | Svizzera (bandiera)    | D     | Étienne Bugnion        |
|    | Italia (bandiera)      | D     | Edoardo Pasteur        |
|    | Italia (bandiera)      | D     | Paolo Rossi            |
|    | Svizzera (bandiera)    | D     | Karl Senft             |
|    | Italia (bandiera)      | C     | Vieri Arnaldo Goetzlof |

| N. |                        | Ruolo | Calciatore          |
| -- | ---------------------- | ----- | ------------------- |
|    | Svizzera (bandiera)    | C     | Attilio Salvadè     |
|    | Italia (bandiera)      | C     | Oscar Schöller      |
|    | Inghilterra (bandiera) | A     | Joseph William Agar |
|    | Italia (bandiera)      | A     | Enrico Pasteur      |
|    | Italia (bandiera)      | A     | Silvio Pellerani    |
|    | Italia (bandiera)      | A     | Emanuele Queirolo   |

## Calciomercato
| Acquisti | Acquisti | Acquisti | Acquisti |
| R.       | Nome     | da       | Modalità |
| -------- | -------- | -------- | -------- |

| Cessioni | Cessioni          | Cessioni | Cessioni      |
| R.       | Nome              | a        | Modalità      |
| -------- | ----------------- | -------- | ------------- |
| D        | Fausto Ghigliotti |          | fine carriera |
| D        | Howard Passadoro  |          | fine carriera |
| C        | Giovanni Foffani  | Genoa II | definitivo    |
| A        | Henri Dapples     |          | fine carriera |
| A        | Montaldi          |          | fine carriera |

## Risultati

### Prima Categoria[2]

#### Finale
| Arbitro: | Dobbie (Torino) |

|             |           |  |
| Bugnion 65’ | Marcatori |  |

### Palla Dapples

#### Finale
| Genova 20 dicembre 1903 Finale        | Genoa     | 1 – 1 | Andrea Doria | Campo Sportivo di Ponte Carrega |
| \| \| \| \| \| ? \| Marcatori \| ? \| |           |       |              |                                 |
|                                       |           |       |              |                                 |
| ?                                     | Marcatori | ?     |              |                                 |

- Il torneo prevedeva che, in caso di pareggio, la coppa andasse alla squadra detentrice.

| Genova 26 dicembre 1903 Finale | Genoa | 0 – 0 | Andrea Doria | Campo Sportivo di Ponte Carrega |

- Il torneo prevedeva che, in caso di pareggio, la coppa andasse alla squadra detentrice.

| Genova 27 dicembre 1903 Finale      | Genoa     | 1 – 0 | Andrea Doria | Campo Sportivo di Ponte Carrega |
| \| \| \| \| \| ? \| Marcatori \| \| |           |       |              |                                 |
|                                     |           |       |              |                                 |
| ?                                   | Marcatori |       |              |                                 |

| Genova 3 gennaio 1904 Finale          | Genoa     | 6 – 2 | Andrea Doria | Campo Sportivo di Ponte Carrega |
| \| \| \| \| \| ? \| Marcatori \| ? \| |           |       |              |                                 |
|                                       |           |       |              |                                 |
| ?                                     | Marcatori | ?     |              |                                 |

| Genova 10 gennaio 1904 Finale       | Genoa     | 2 – 0 | Torinese | Campo Sportivo di Ponte Carrega |
| \| \| \| \| \| ? \| Marcatori \| \| |           |       |          |                                 |
|                                     |           |       |          |                                 |
| ?                                   | Marcatori |       |          |                                 |

| Arbitro: | Calì (Genova) |

|   |           |       |
| ? | Marcatori | Suter |

| Genova 21 febbraio 1904 Finale      | Genoa     | 2 – 0 | Juventus | Campo Sportivo di Ponte Carrega |
| \| \| \| \| \| ? \| Marcatori \| \| |           |       |          |                                 |
|                                     |           |       |          |                                 |
| ?                                   | Marcatori |       |          |                                 |

## Statistiche

### Statistiche di squadra
| Competizione    | Punti | In casa | In casa | In casa | In casa | In casa | In casa | In trasferta | In trasferta | In trasferta | In trasferta | In trasferta | In trasferta | Totale | Totale | Totale | Totale | Totale | Totale | DR  |
| Competizione    | Punti | G       | V       | N       | P       | Gf      | Gs      | G            | V            | N            | P            | Gf           | Gs           | G      | V      | N      | P      | Gf     | Gs     | DR  |
| --------------- | ----- | ------- | ------- | ------- | ------- | ------- | ------- | ------------ | ------------ | ------------ | ------------ | ------------ | ------------ | ------ | ------ | ------ | ------ | ------ | ------ | --- |
| Prima Categoria | 2     | 1       | 1       | 0       | 0       | 1       | 0       | 0            | 0            | 0            | 0            | 0            | 0            | 1      | 1      | 0      | 0      | 1      | 0      | +1  |
| Palla Dapples   | -     | 7       | 5       | 2       | 0       | 14      | 4       | 0            | 0            | 0            | 0            | 0            | 0            | 7      | 5      | 2      | 0      | 14     | 4      | +10 |
| Totale          | 2     | 8       | 6       | 2       | 0       | 15      | 4       | 0            | 0            | 0            | 0            | 0            | 0            | 8      | 6      | 2      | 0      | 15     | 4      | +11 |

### Statistiche dei giocatori
| Giocatore      | Prima Categoria | Prima Categoria |
| Giocatore      | Presenze        | Reti            |
| -------------- | --------------- | --------------- |
| J. Agar        | 1               | 0               |
| E. Bugnion     | 1               | 1               |
| V. A. Goetzlof | 1               | 0               |
| E. Pasteur I   | 1               | 0               |
| E. Pasteur II  | 1               | 0               |
| S. Pellerani   | 1               | 0               |
| P. Rossi       | 1               | 0               |
| A. Salvadè     | 1               | 0               |
| O. Schöller    | 1               | 0               |
| K. Senft       | 1               | 0               |
| J. Spensley    | 1               | 0               |